# Synagoge (Ennery, Moselle)

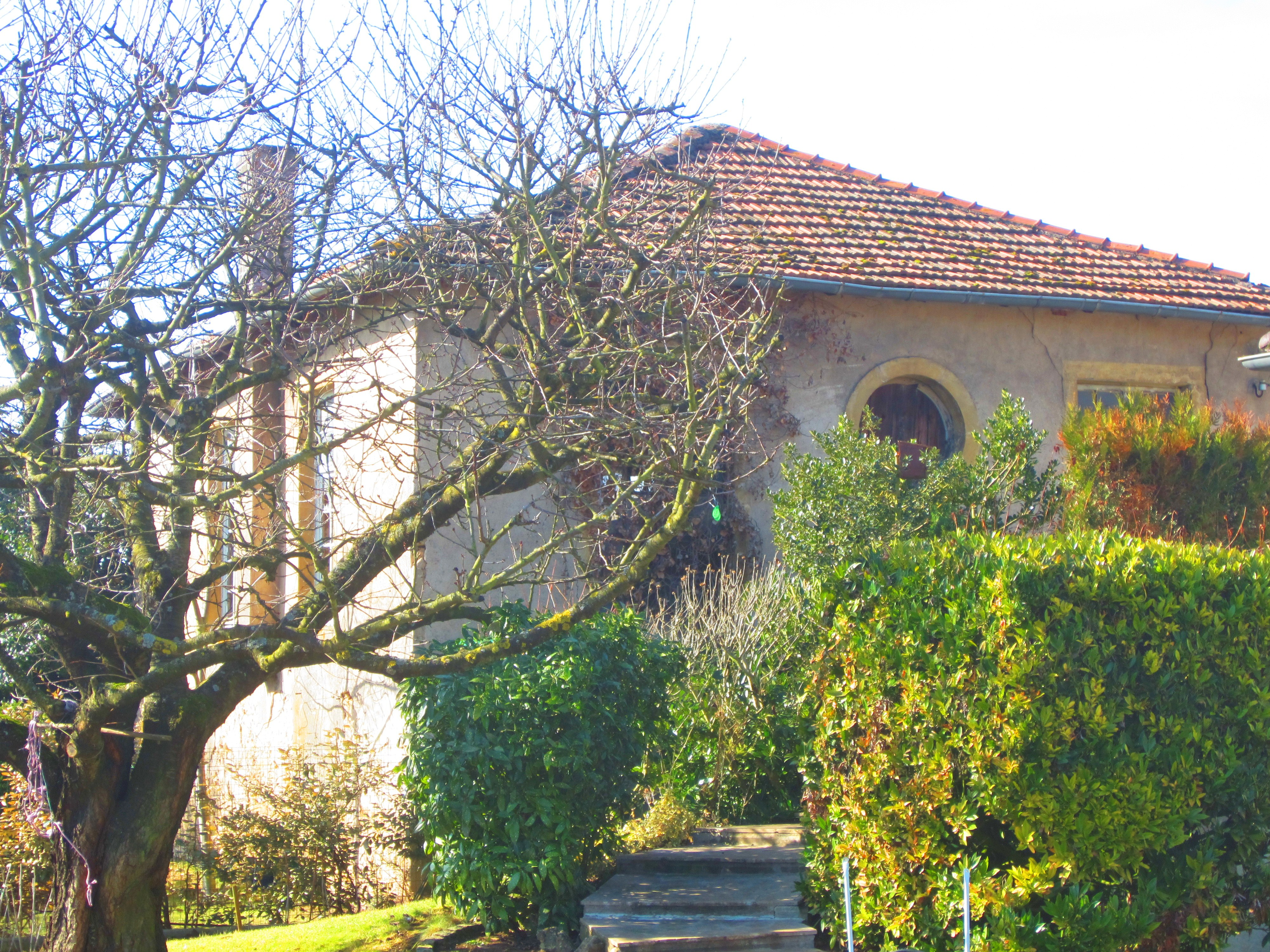
Synagoge in Ennery

Die Synagoge in Ennery, einer Gemeinde im Département Moselle in der französischen Region Lothringen, wurde 1819 errichtet. Die profanierte Synagoge an der Nr. 7 rue des Jardins ist seit 1984 als Monument historique klassifiziert.

## Geschichte
Die Synagoge diente auch den jüdischen Bewohnern der umliegenden Orte Ay-sur-Moselle, Argancy, Flévy, Talange und Trémery. 1851 wurde die Synagoge vergrößert, um der steigenden Zahl der Gemeindemitglieder gerecht zu werden.
Im Jahr 1940 wurde in der Synagoge zu Pessah der letzte Gottesdienst abgehalten. Sie wurde 1963 an einen Privatmann verkauft und wird als Lagerraum genutzt.